# 353 (numero)
Trecentocinquantatré è il numero naturale dopo il 352 e prima del 354.

## Proprietà matematiche
- È un numero dispari.
- È un numero difettivo.
- È un numero primo.
  - È un numero primo di Eisenstein.
  - È un numero primo troncabile a sinistra.
- Viene prima del numero primo 359 e dopo il numero primo 349.
- È un numero palindromo nel sistema numerico decimale, nel sistema numerico esadecimale e nel sistema di numerazione posizionale a base 13 (212).
- È parte delle terne pitagoriche (225, 272, 353), (353, 62304, 62305).
- È un numero congruente.

## Astronomia
- 353P/McNaught è una cometa periodica del sistema solare.
- 353 Ruperto-Carola è un asteroide della fascia principale del sistema solare.

## Astronautica
- Cosmos 353 è un satellite artificiale russo.